# أليساندرو ميشيل
أليساندرو ميشيل (بالإيطالية: Alessandro Michele)‏ هو مخرج مبدع ومصمم أزياء إيطالي، ولد في 25 نوفمبر 1972 في روما في إيطاليا.